# Тоболкин, Зот Корнилович
Зот Корни́лович Тобо́лкин (3 января 1935, Хорзово, Заводоуковский район — 24 мая 2014, Тюмень) — советский и российский писатель, автор рассказов, повестей, романов, ставящихся на сценах драматических театров Тобольска, Тюмени, Армавира, Ульяновска, Москвы. Учился в Уральском университете.

## Библиография

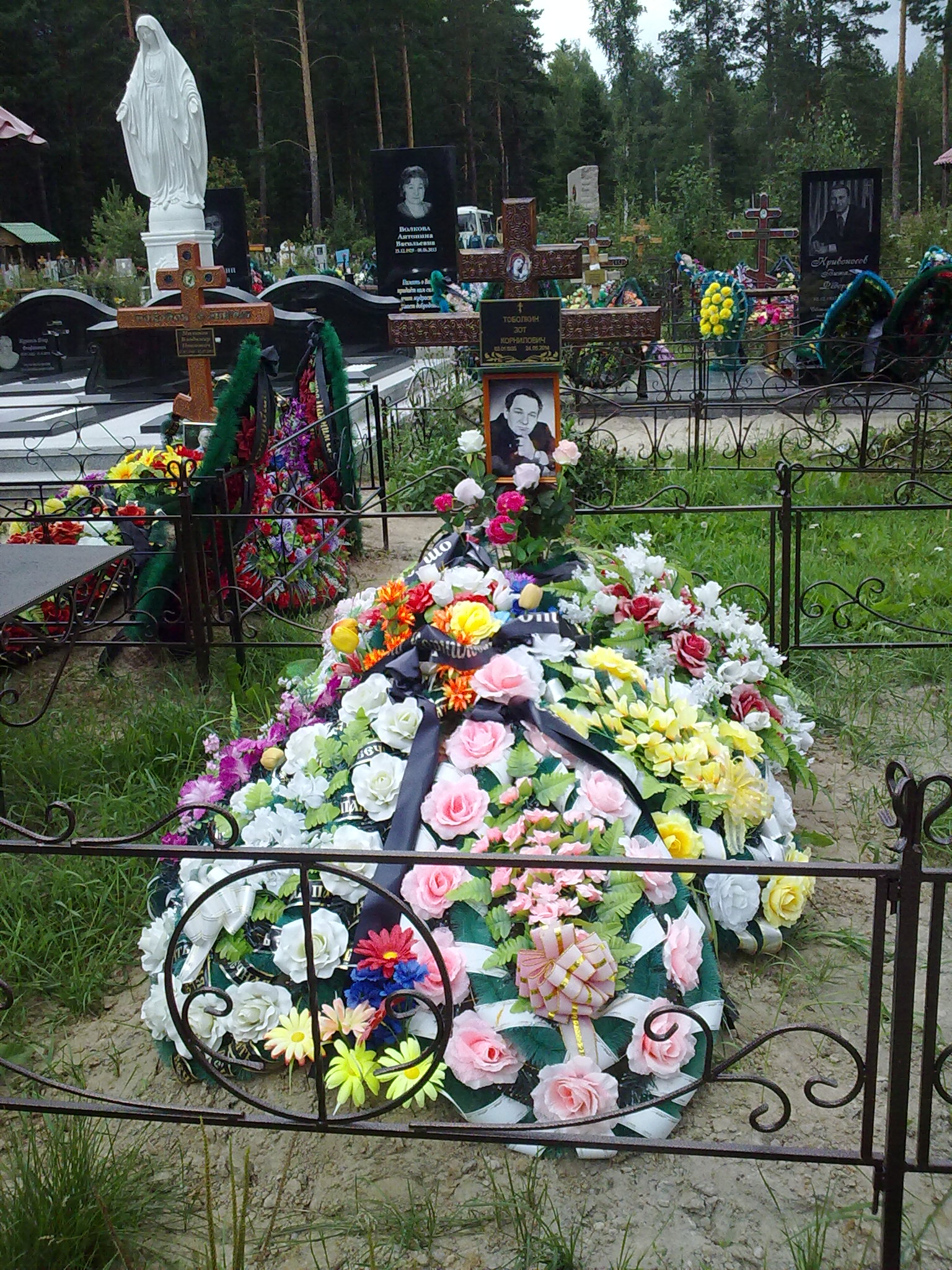
Могила Зота Тоболкина на кладбище Червишевское-2

### Повести и рассказы
- Жил-был Кузьма
- Месяц комара
- Колодец

### Романы
- «Верую»
- «Припади к земле» М., 1976
- «Лебяжий», М., 1979
- «Грустный шут» М., 1983
- «Отласы» Свердловск, 1985
- «Зодчий» Тюмень., 1994
- «У Бога за пазухой» Тюмень, 1995
- «Голгофа»

### Пьесы
- Взлётная полоса (1974)
- Лидер (1975)
- Подсолнух (1976)
- Баня по-чёрному. М., 1977
- Журавли (1977)
- Летят утки (1977)
- «Геологи»
- «Верую!» (1975)
- «Сказание об Анне»
- Поликарп Первый (1984)
- Пьесы. М., Искусство, 1983
- Похоронок не было (1985) [драма в двух действиях], журнал «Современная драматургия 1985`1», 1985 г.